# Pandèmia de COVID-19 a Andorra
La COVID-19 es va detectar a Andorra per primera vegada el 2 de març del 2020, dia en què es va confirmar el primer cas de SARS-CoV-2. D'ençà de mitjans del mes de març, el govern rep l'assessorament de l'epidemiòleg català Oriol Mitjà per a elaborar mesures de contenció del coronavirus al país. El 22 de març es comptabilitzava la primera víctima mortal, un home de 88 anys.

## Cronologia
El 2 de març el govern d'Andorra va confirmar el primer cas de coronavirus, un noi de 20 anys procedent de Milà, Itàlia. Va restar aïllat a l'Hospital Nostra Senyora de Meritxell, l'únic del país, i es monitoritzà el seu entorn més proper. Fou donat d'alta el 8 de març. El 12 de març es va confirmar un segon cas, una dona de 87 anys. El 15 de març s'anunciaren quatre nous casos; tots havien estat en contacte amb la dona de 87 anys. L'endemà la xifra total de positius s'enfilà fins als 14: d'aquests, quatre ingressats a l'hospital (un dels quals a l'UCI en estat greu) i la resta aïllats a casa seva. Entre els afectats, un turista de Madrid i quatre professionals del Servei Andorrà d'Atenció Sanitària.
El 17 de març hi havia 39 positius. El 20 eren 75 casos i es va anunciar que començaria un assaig clínic per a tractar la Covid-19, a càrrec del doctor Oriol Mitjà.
Dos dies després, el 22 de març s'informava de la primera víctima mortal de Covid-19 a Andorra, un home de 88 anys.
Durant la seva roda de premsa del 26 març, el ministre de Salut, Joan Martínez Benazet va assabentar els periodistes que hi havia aleshores 224 casos confirmats a Andorra amb 3 persones guarides. Alhora informà que el nombre de víctimes mortals havia pujat a tres, després d'una anàlisi que indicà que un home que havia mort el dimarts 24 tenia la malaltia. El virus també s'ha escampat entre els professionals sanitaris que comptaven llavors 63 persones contagiades, entre els bombers (7 positius i 18 en aïllament domiciliari) i els policies (un cas confirmat i una trentena de persones en quarantena).
El dia 11 d'abril una pacient de 79 anys de La Seu d'Urgell (Catalunya, Espanya) va ser traslladada a l'UCI de l'hospital Nostra Senyora de Meritxell.
El 27 d'abril començaren els tests d'anticossos voluntaris a la població; el mateix dia s'hi havien inscrit 53.000 persones. Eren proves ràpides, que duraven cinc minuts i es feien del cotxe estant, amb cita prèvia.

## Dades estadístiques
Evolució del nombre de persones infectades amb COVID-19 a Andorra
Evolució del nombre de nous casos confirmats per dia a Andorra
Evolució del nombre de morts de COVID-19 a Andorra

## Reaccions

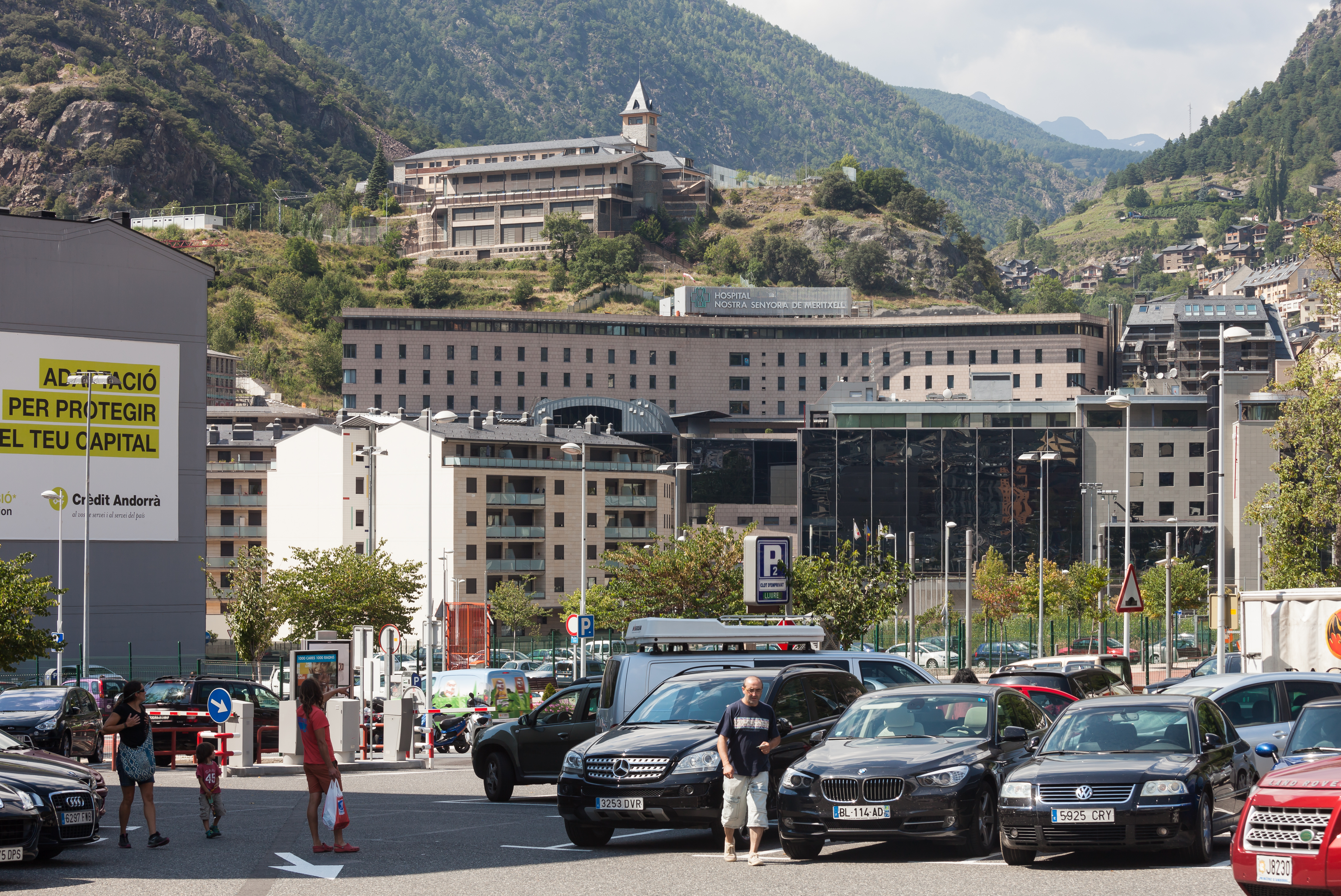
L'hospital Nostra Senyora de Meritxell, a Escaldes-Engordany.

El govern ordenà el tancament de les escoles a partir del 16 de març. També es van suspendre totes les activitats culturals programades per les administracions. En una compareixença el 13 de març, el cap de govern Xavier Espot anuncià que es tancaven tots els establiments públics llevat dels que venien productes de primera necessitat, benzineres i farmàcies durant dues setmanes. L'endemà se suspengueren els actes de celebració del Dia de la Constitució. A més, es va restringir la circulació a la frontera i només es permetia sortir per raons sanitàries, per al transport de mercaderies o a residents fora del país. Es prohibí la venda de tabac i alcohol als turistes i se'n restringí la quantitat a nacionals i residents.
El 16 de març, Espot ordenà el cessament les activitats laborals de risc (com la construcció o les professions liberals) durant un mínim de vuit dies, i es va reduir al mínim l'activitat de l'administració pública per evitar el col·lapse del sistema sanitari. En paral·lel, el govern va començar a treballar en un projecte de llei per regular els estats d'alarma i d'emergència, previstos a la Constitució però no desenvolupats mai en cap llei.
El 30 de març, arribaren una quarantena de metges i infermers cubans pertanyents a la Brigada Henry Revee, esdevenint Andorra el segon país europeu, després d'Itàlia, a rebre l'ajuda directa de professional sanitari procedent de Cuba. La ministra d'Afers Exteriors, Maria Ubach, va agrair a la Cancelleria de Cuba i al poble cubà «la seva generositat en moments tan difícils», car la seva missió fou reforçar i «alleugerir» el personal del SAAS que era, precisament, el col·lectiu més afectat per la pandèmia.
A partir del 16 d'abril es permeté als ciutadans de sortir de casa una hora al dia cada dos dies, per a passejar, fer exercici o comprar. Es reservaren franges horàries específiques segons el tipus d'activitat o l'edat, i s'establí l'obligatorietat de la mascareta i de mantenir una distància respecte altres persones de 4 metres per a caminar i de 10 metres per a córrer.